# Pankratész (költő)
Pankratész (?) görög költő.
Életéről semmit sem tudunk, működésének pontos ideje is ismeretlen. Az Anthologia Palatina két költeményét őrizte meg, az egyik címe „Halieutika”, a másiké „Ialosszia”, ez utóbbi egy elégia.[forrás?]